# ام‌اس دانیا
ام‌اس دانیا (به انگلیسی: MS Daniya) یک کشتی است که طول آن ۱۳۴ متر (۴۴۰ فوت) می‌باشد. این کشتی در سال ۱۹۸۳ ساخته شد.